# پونی کوچولو: دختران اکواستریا - ترن هوایی دوستی
پونی کوچولو: دختران اکواستریا - ترن هوایی دوستی یک اپیزود ویژه انیمیشنی کانادایی - آمریکایی یک ساعته بر اساس فرانچیز هاسبرو ' پونی کوچولو: دختران اکواستریا است. این اپیزود توسط نیک کنفالون نویسندگی و توسط ایشی رادل و کاترینا هندلی کارگردانی شده‌است، این دومین اپیزود یکساعته دختران اکواستریا است، این اپیزود بعد از دوستی فراموش شده (۲۰۱۸) و قبل از تعطیلات بهاری (۲۰۱۹) ساخته شده‌است.
این اپیزود در ۶ ژوئیه ۲۰۱۸ در شبکه خانواده دیسکاوری پخش شد.

## خلاصه داستان
رریتی در یک کار تابستانی برگزیده میشود و این سبب این می شود که با یک دختر بدجنس دوست شود و باعث میشود رابطه ی او و دوستانش مخصوصا اپل جک بهم بخورد و مانع خوش گذرانی شود

## صداپیشگان
- تارا استرانگ به عنوان توآلایت اسپارکل
  - ربه‌کا شویکت به عنوان توآلایت اسپارکل (صدای آواز)
- ربکا شویکت به عنوان سانست شیمر
- اشلی بال به عنوان رینبودش و اپل جک
- اندریا لیبمن به عنوان پینکی پای و فلاترشای
- تبیثا سن‌ژرمان به عنوان رریتی و گرنی اسمیت
  - کاظومی اوانز به عنوان رریتی (صدای آواز)
- تیگن موس به عنوان ویننت والنسیا

در این اپیزود همچنین صداپیشگانی جیمز کرک به عنوان میکروچیپس، سم وینسنت به عنوان فلیم و اسکات مک نیل به عنوان فلم صداپیشگی کرده‌اند.

## انتشار
ترن هوایی دوستی نخستین بار در خانواده دیسکاوری به عنوان ویدئویی از بخش برنامه‌ریزی شده سوپرایزهای تابستانی در تاریخ ۶ ژوئیه ۲۰۱۸ منتشر شد. این اپیزود مانند اپیزود دوستی فراموش شده، از ویدئو اصلی ۵۰ دقیقه ای در پنج قسمت در کانال یوتیوب هاسبرو پخش شد. اولین قسمت آن در ۳۱ اوت ۲۰۱۸ و آخرین قسمت آن در ۲۸ سپتامبر آپلود شد.

### قسمت‌ها
| به طور کلی | عنوان قسمت              | زمان پخش اصلی    | مدت زمان | مدت زمان کلی |
| ---------- | ----------------------- | ---------------- | -------- | ------------ |
| ۱          | تمام گزیدگی و بدون پارک | ۳۱ اوت ۲۰۱۸      | ۱۰:۱۶    | ۱۰:۱۶        |
| ۲          | درخواست دشمن دوست نما   | ۷ سپتامبر ۲۰۱۸   | ۹:۵۰     | ۲۰:۰۶        |
| ۳          | تحقیق‌های اپل جک         | سپتامبر ۱۴، ۲۰۱۸ | ۹:۴۸     | ۲۹:۵۴        |
| ۴          | تصاویر گرفته شده        | ۲۱ سپتامبر ۲۰۱۸  | ۷:۱۷     | ۳۷:۱۱        |
| ۵          | بدون فیلتر              | سپتامبر ۲۸، ۲۰۱۸ | ۱۰:۵۷    | ۴۸:۰۸        |

### رسانه‌های خانگی و و پخش اینترتنی
در ۱ اکتبر ۲۰۱۸، سرویس پخش نت فلیکس در ایالات متحده در کنار دوستی فراموش شده، در دسترس قرار گرفت.
این اپیزود همراه با دوستی فراموش شده، در دی وی دی در تاریخ ۱ نوامبر ۲۰۱۸ در انگلستان منتشر شد.